# St-Sébastien (Soultzmatt)

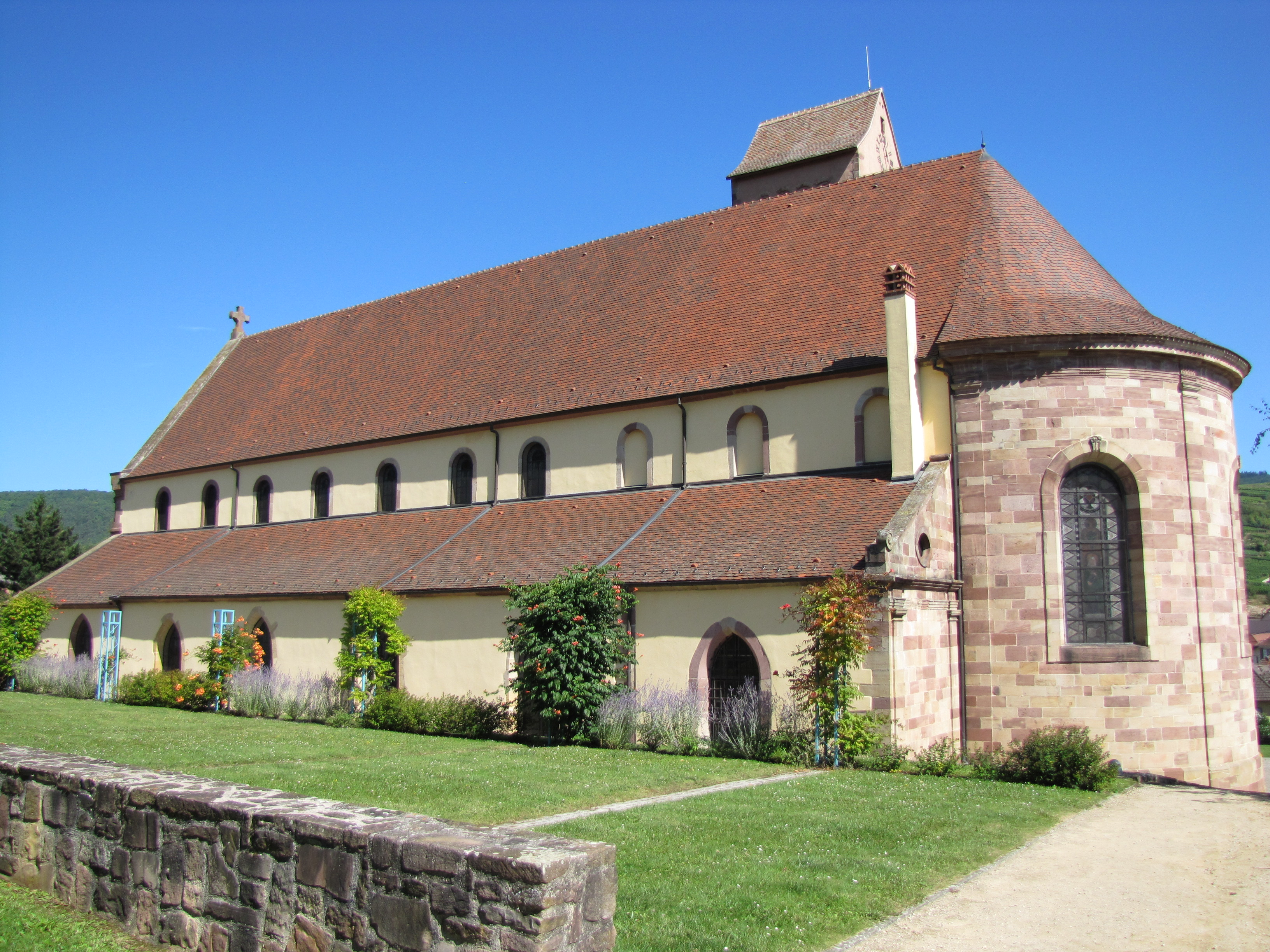
Blick auf die Südseite der Kirche

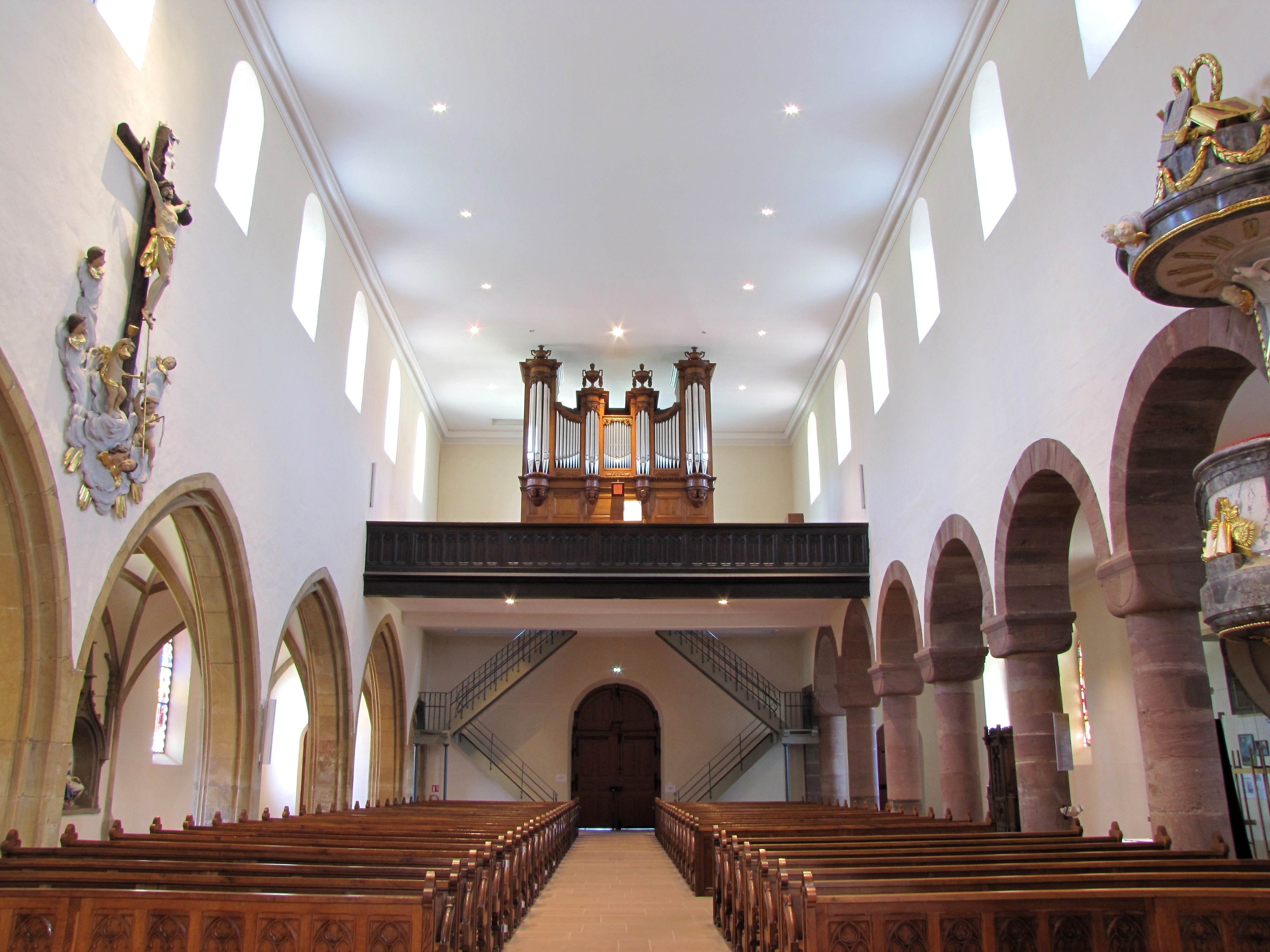
Blick durch das Mittelschiff zur westlichen Stirnseite mit Orgelempore

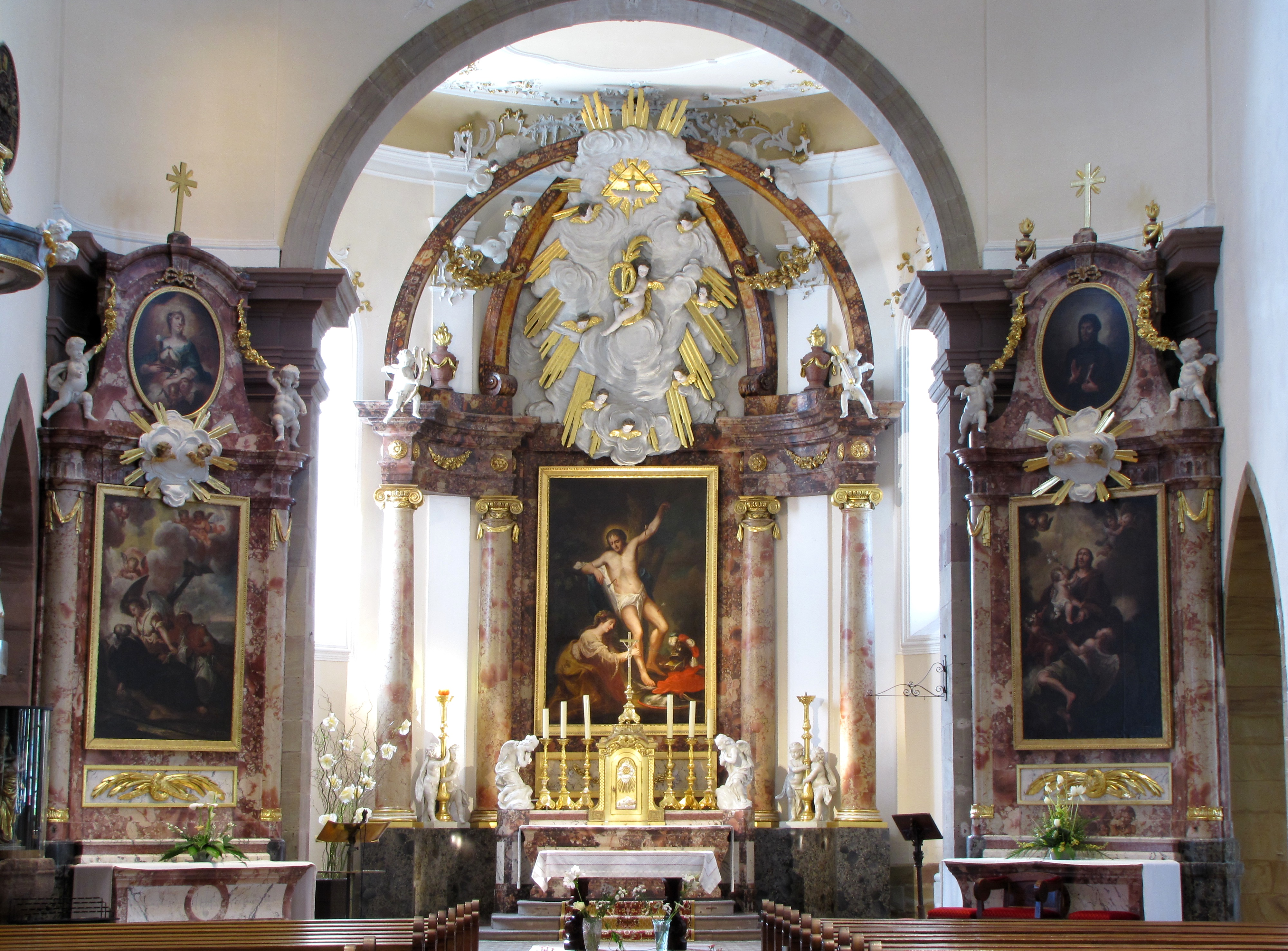
Hoch- und Seitenaltäre

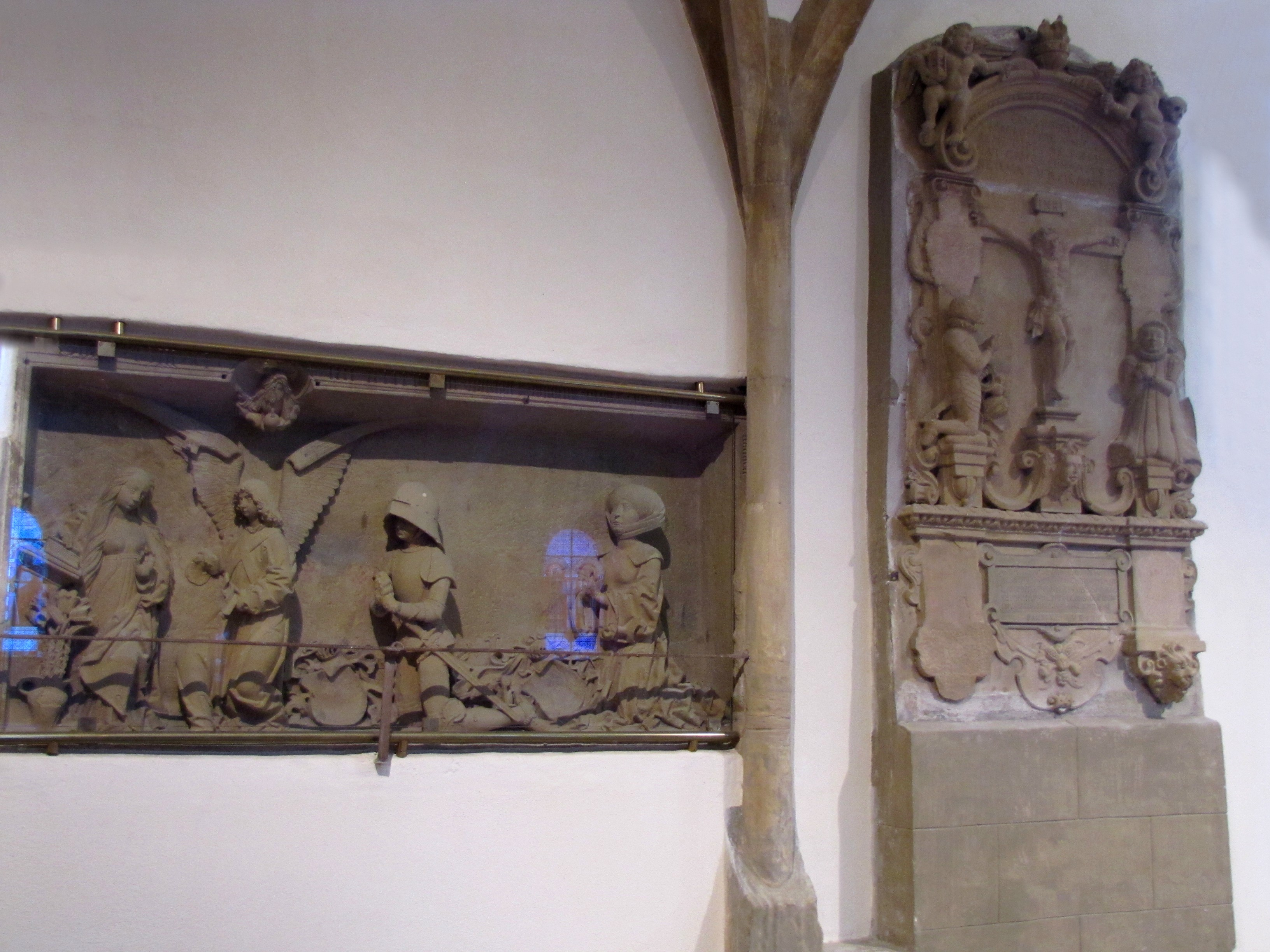
Epitaphe aus dem 15. und 17. Jahrhundert

St-Sébastien (dt. St. Sebastian) ist eine römisch-katholische Kirche in der elsässischen Gemeinde Soultzmatt. Sie steht als Monument historique unter Denkmalschutz.

## Geschichte
Bereits im 8. Jahrhundert gab es am Ort der heutigen Kirche ein kleines Gotteshaus, das dem hl. Gregor gewidmet war. Im dritten Drittel des 11. Jahrhunderts entstand die heutige Kirche. Erstmals erwähnt wurde diese romanische Kirche 1183 als Besitz des Stifts in Lautenbach. 1298 fielen die Truppen von Graf Theobald von Pfirt in der Stadt ein und beschädigten die Kirche. Bis 1309 wurde das Gebäude verändert wiederhergestellt und dem hl. Sebastian geweiht. 1496 wurde die Kirche erneut umgebaut und dabei im Stil der Spätgotik verändert. Mitte des 18. Jahrhunderts musste die Kirche aufgrund ihres schlechten Zustandes saniert wurden. 1741 wurde das nördliche Seitenschiff erneuert, 1759 restaurierte der Barockbaumeister Gabriel Ignaz Ritter dann den Chor und baute zwei Sakristeien an. 1895 wurde das Kirchenschiff von dem Colmarer Architekten August Hartmann um zwei Joche nach Osten erweitert. Dabei gingen die mittelalterliche Giebelwand und das romanische Portal verloren.

## Architektur
St-Sébastien ist eine dreischiffige Basilika. Die unterschiedlichen Entstehungsepochen sind im Inneren noch deutlich sichtbar. Das nördliche Seitenschiff wird vom Mittelschiff von acht Rundbogenarkaden auf Rundpfeilern mit Würfelkapitellen getrennt und zeigt noch romanische Einflüsse. Das südliche Seitenschiff ist durch sechs bodentiefe Spitzbögen vom Mittelschiff getrennt. Während hier Netzgewölbe mit Kreuzrippen den Raum überwölben sind Mittel- und nördliches Seitenschiff flach gedeckt. Die Schlusssteine der Gewölbe zeigen die Wappen der Stifter Wilhelm Capler und Rudolf Meiser. An das Kirchenschiff schließt sich der eingezogene halbrunde Chor mit flacher Stuckdecke an. Über dem Triumphbogen sitzt eine Kartusche mit Rocailleschmuck. Im Mittelpunkt steht ein Hahn. Darunter die Jahreszahl 1760.
Chor und nördliches Seitenschiff besitzen Fenster mit Rundbögen. Im südlichen Seitenschiff sitzen Fenster mit Spitzbogen. Während das Kirchenschiff verputzt ist, ist der Chor mit unverputztem Sandstein ausgeführt. Flache Pilaster trennen die Fensterachsen und tragen ein flaches Fries. Das ursprüngliche romanische Portal auf der Westseite ging bei der Verlängerung des Kirchenschiffs um zwei Joche verloren. Auf der Nordseite liegt neben dem Turm ein einfaches Barockportal mit einem durch eine figurlose Nische gesprengtem Schweifgiebel.
Der Kirchturm aus dem 12. Jahrhundert ist über dem östlichen Ende des nördlichen Seitenschiffs errichtet und von innen zugänglich. Der Turm wurde über einem annähernd quadratischen Grundriss errichtet. Das Untergeschoss wird von Blendarkaden verziert. Die Obergeschosse werden von säulengekuppelten Fensteröffnungen bestimmt. Im ersten Obergeschoss sind es je drei Bögen, in den beiden Geschossen darüber je vier Bögen.

## Ausstattung
Im südlichen Seitenschiff sind mehrere Epitaphe erhalten, darunter eine Grabplatte von Wilhelm Capler und seiner Ehefrau Adélaïde Beger von Geispolsheim mit der Relief-Darstellung einer Verkündigung des Herrn (1495) aus dem Umfeld von Conrad Seyfer, eine Grabplatte von Joseph Eusebius von Breitenlandenberg und seiner Ehefrau Ursula von Roggenbach mit Kreuzigungsszene (1729) und Johann-Christoph von Breitenlandenberg und seiner Ehefrau Ursula (1616).
Der barocke Hochaltar aus dem Jahr 1778 besitzt eine halbrunde Form. Vier Säulen tragen ein Gebälk. Darüber sitzt ein Stützbaldachin mit Voluten. Das monumentale Tafelbild im Zentrum zeigt den hl. Sebastian. Die Seitenaltäre sitzen in den abgerundeten Ecken von Mittelschiff und Triumphbogen. Sie stammen wie der Hochaltar aus dem 18. Jahrhundert. Der nördliche Altar ist dem hl. Franz Xaver gewidmet, der südliche dem hl. Joseph.
Die erste Orgel in der Kirche stammte von Johann-Michael und Daniel Cräner aus dem Jahr 1723. Um 1792 wollte die Kirchengemeinde ihre Orgel ersetzen und versuchte, das Instrument der Franziskaner von Ensisheim zu kaufen, doch das Geschäft kam nicht zustande. 1830 war die alte Orgel nicht mehr spielbar. 1837 errichteten die Gebrüder Joseph und Claude-Ignace Callinet daher ein neues Instrument. Die Orgel sitzt auf eiern hölzernen Empore auf der westlichen Stirnseite des Mittelschiffs.